# امامزاده زید (جنوب غرب تهران)
امامزاده زید (از نوادگان سجاد) مربوط به دوران‌های تاریخی پس از اسلام است و در استان تهران، تهران، بزرگراه آیت‌الله سعیدی (جاده ساوه)، بعد از چهارراه یافت آباد نرسیده به سه راه نعمت‌آباد، محله شهرک ولیعصر، کوچه امامزاده زید واقع می‌باشد.

امامزاده زید در جنوب غربی تهران و شامل حرم و آرامگاه مسلمانان است. معماری زیبای درون و بیرون حرم قابل توجه می‌باشد.
مسیر دسترسی به امامزاده زید از باند ضلع غربی بزرگراه آیت‌الله سعیدی با علائم مشخص شده است.